# Dendroplectron
Dendroplectron is een geslacht van rechtvleugeligen uit de familie grottensprinkhanen (Rhaphidophoridae). De wetenschappelijke naam van dit geslacht is voor het eerst geldig gepubliceerd in 1964 door Richards.

## Soorten
Het geslacht Dendroplectron  is monotypisch en omvat slechts de volgende soort:
- Dendroplectron aucklandensis (Richards, 1964)